# 大凌河鸟属
大凌河鸟属（学名：Dalingheornis）是种生存于距今约1.22亿年前早白垩世的反鸟类，所知于中国辽宁省建昌县大王杖子村义县组上部发现的单个幼体化石。它是已知首个长有适合攀爬的对趾足的中生代鸟类，可能也是树栖性最强的反鸟类之一。与近亲不同，大凌河鸟的尾巴很长（17毫米），有20节尾椎，类似驰龙科，但也可能是一项幼年特征。该物种得名自中国首位航天员杨利伟。
有学者质疑该属是否真的具有对趾足。洛克利等人（2007年）发现，其第二跖骨与其它反鸟类相比并没有强烈地内弯，并指出先前认为可反转的第二趾爪，实际上是在动物死后才被摆放在如今的位置。2009年，邹晶梅认为大凌河鸟是个疑名，因为其遗骸陈列于私人收藏中。该说法已受到米奇·莫蒂默的批评，后者指出，大凌河鸟按《国际动物命名法规》应为有效属，尽管古生物学家接触不到它的遗骸。